# Coppa del Mondo Under-18 3x3 2016
La Coppa del Mondo Under-18 3x3 2016 si sono svolti ad Astana, in Kazakistan, dall'1 al 5 giugno 2016.

## Risultati
| Evento           | Oro     | Argento     | Bronzo |
| Torneo maschile  | Qatar   | Brasile     | Italia |
| Torneo femminile | Francia | Stati Uniti | Spagna |

## Medagliere
| Posiz. | Nazione     | Oro | Argento | Bronzo | Totale |
| ------ | ----------- | --- | ------- | ------ | ------ |
| 1      | Francia     | 1   | 0       | 0      | 1      |
| 1      | Qatar       | 1   | 0       | 0      | 1      |
| 3      | Brasile     | 0   | 1       | 0      | 1      |
| 3      | Stati Uniti | 0   | 1       | 0      | 1      |
| 5      | Italia      | 0   | 0       | 1      | 1      |
| 5      | Spagna      | 0   | 0       | 1      | 1      |
| Totale | Totale      | 2   | 2       | 2      | 6      |